# Sent Julian e Vaisherèla
Sent Julian Vaisherèla (en francès Saint-Julien-Beychevelle) és un municipi francès situat al departament de la Gironda i a la regió de la Nova Aquitània.

## Demografia
| 1962                                       | 1968  | 1975  | 1982  | 1990 | 1999 | 2007 |
| ------------------------------------------ | ----- | ----- | ----- | ---- | ---- | ---- |
| 1.165                                      | 1.216 | 1.160 | 1.006 | 876  | 798  | 719  |
| Des de 1962: població sense dobles comptes |       |       |       |      |      |      |

## Administració
| Període | Identitat      | Partit |
| ------- | -------------- | ------ |
| 2001-   | Lucien Bressan | PS     |

## Agermanaments
- Gaiole in Chianti